# Tiro de exibição

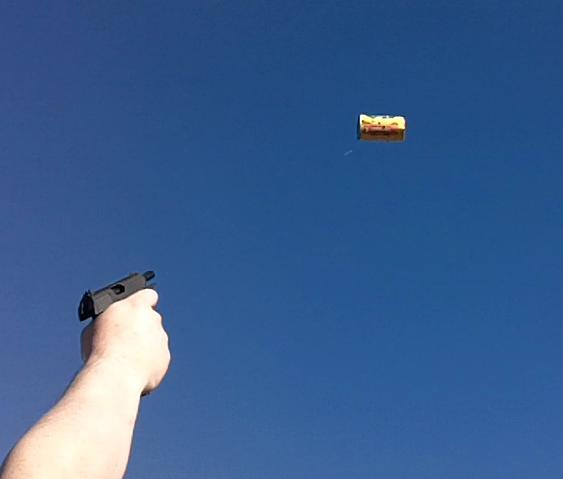
Atirar em um alvo aéreo lançado à mão com uma pistola BB; o "lento" movimento da BB é visível na luz solar intensa.

Tiro de exibição ("exhibition shooting") ou truque de tiro ("trick shooting") são termos utilizados para designar eventos de cunho esportivo ou lúdico, onde atiradores demonstram suas habilidades com armas de fogo, executando proezas geralmente relacionadas com rapidez e precisão, frequentemente usando alvos não tradicionais, algumas vezes com elementos de perigo adicionados.

## História
O tiro de exibição tem uma longa história. Alguns dos primeiros atiradores de exibição registrados eram guerreiros mongóis, que exibiam suas habilidades equestres e de tiro com arco atirando de um cavalo a galope.

## Atiradores de exibição famosos

### Annie Oakley
Com o advento do "rifling", vieram as armas de fogo precisas, e muitos atiradores de exibição se voltaram para elas, formando o início do tiro de exibição ocidental. A atiradora de exibição mais famosa é Annie Oakley, que fez uma turnê com o show do Velho Oeste de Buffalo Bill. Embora ela pudesse atirar bem com revólveres, rifles e espingardas, a arma de fogo preferida de Oakley era um rifle calibre .22. Truques padrão apresentados por Oakley incluem:
- Cortar uma carta de baralho pela metade com uma bala de rifle a longas distâncias
- Cortar cigarros pela metade enquanto eram segurados por voluntários
- Atirar em uma moeda de dez centavos lançada no ar, a um alcance de 30 metros
- Atirar em longas sequências de alvos lançados no ar; em um caso, ela atingiu 4.472 de 5.000 em um único dia.

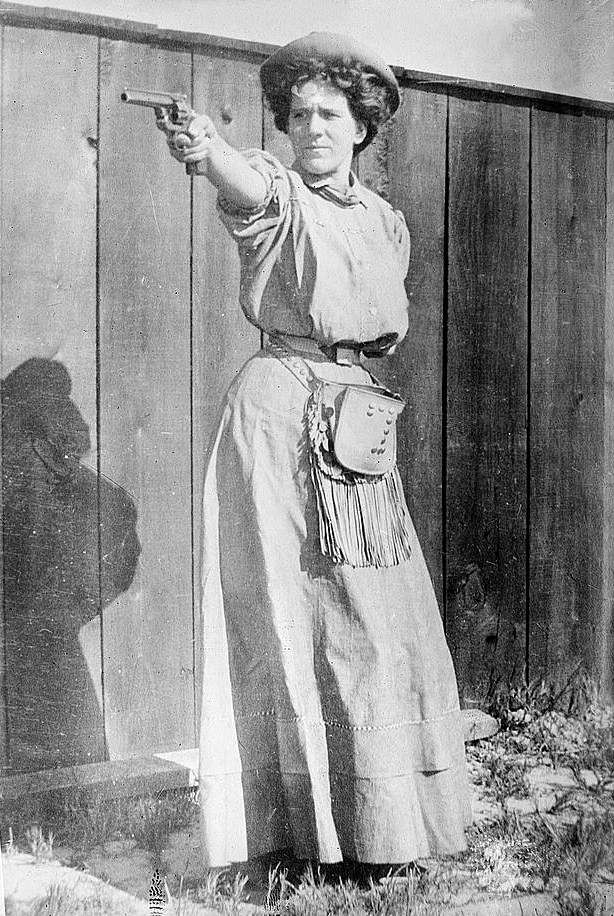
Elizabeth Topperwein,
com sua arma ca. 1911.

### Fabulous Topperweins
Os "Fabulous Topperweins", um casal de marido e mulher, foram atiradores de exibição do início a meados do século XX. Adolf, ou "Ad", começou a atirar ainda menino e ocupou muitas posições como atirador profissional de exibições. Quando ele se casou com sua esposa, Elizabeth, mais tarde conhecida como "Plinky", ela começou a atirar e logo eclipsou as habilidades do marido. Juntos, eles trabalharam como atiradores profissionais para a Winchester por mais de 40 anos. Truques comuns eram Plinky atirando e tirando cigarros da boca de Ad ou retirando botões de seu colete com tiros. O ato final de Ad era desenhar a cabeça de um índio em uma placa com buracos de bala. Ambos os Topperweins detiveram recordes de "tiro aéreo", com Ad atirando em mais de 72.000 blocos de 2½ polegadas de diâmetro lançados à mão e errando apenas nove - sua sequência mais longa sem errar foi de 14.540. O recorde de Plinky, o primeiro registrado para uma mulher atirando em alvos aéreos, consistiu em acertar 967 de 1.000 alvos de argila com um rifle semiautomático .22. Plinky também foi a primeira mulher a atirar no torneio "Grand American trap shooting", e ela atirou em 100 alvos em sequência sem errar mais de 200 vezes em sua carreira e 200 alvos em sequência sem errar 14 vezes.

### Ed McGivern
Ed McGivern era um atirador de exibição e treinador de armas de fogo especializado no revólver. Ele ainda detém uma série de recordes de tiro rápido (alguns dos quais foram desafiados, e alguns quebrados, pelo moderno campeão da IPSC Jerry Miculek Jr.) e era conhecido por atirar em alvos aéreos. Truques comuns incluiam:
- Atirar uma lata para o ar e disparar seis tiros antes de atingir o solo
- Jogando uma moeda de dez centavos no ar e atirando nela
- Ele acertou discos de papelão e discos de chumbo de 1" na borda que foram jogados no ar[5]

### Jerry Miculek, Jr
Jerry Miculek, Jr. é um atirador profissional de velocidade e competição americano que detém cinco recordes mundiais oficialmente sancionados em tiro com revólver e mais de 15 recordes não sancionados com armas de fogo que variam de pistolas de tiro rápido ao fuzil Barrett M107 .50 BMG.

### Tom Frye
Em 1959, o campeão Tom Frye da Remington Arms Company quebrou o recorde de tiro aéreo de Ad Topperwein ao atirar em cubos de 2¼ polegadas de madeira lançados ao ar. Ele conseguiu acertar 100.004 dos 100.010 blocos de madeira - usando vários rifles Remington Nylon 66 semiautomáticos em .22 Long Rifle - em um período de 14 dias consecutivos. No entanto, embora o mesmo tamanho de alvo tenha sido usado, a comparação com o recorde de Topperwein é contestada por causa das condições de teste. Em primeiro lugar, os tiros foram realizados em distâncias inferiores ao regulamento 30 pés (9,1 m). Em segundo lugar, o arremessador de Frye jogou os blocos de alvo por cima do ombro ao longo da linha de visão da arma. Em contraste, o arremessador de Topperwein ficou além da distância regulamentar, jogando os blocos verticalmente no ar. Em 1963, ele fez uma sequência de 800 tiros em alvos de argila no "Trap".

### John Huffer
Em 1987, com 50 anos de idade, John "Chief AJ" Huffer atirou em 40.060 blocos de pinho quadrados de 2½ polegadas consecutivos durante um período de 8 dias sem um único erro, atirando blocos que ele mesmo jogou para o ar, durante 14 horas por dia. Huffer conseguiu isso usando 18 rifles Ruger 10/22 em .22 Long Rifle, que ele foi usando enquanto os assistentes os recarregavam para ele. Huffer também comercializa uma arma Daisy BB especial modelo "Chief AJ", baseada em um modelo modificado que Huffer usa para a prática diária, e um manual de instruções e vídeo para seu estilo de tiro ao alvo.
Em 2008, aos 70 anos, Huffer estabeleceu um Recorde Mundial do Guinness para o tiro com estilingue, atingindo 1.500 alvos voadores.

### Herb Parsons
Em um dia de luz normal, não atire até que você possa ver os olhos do pato ...
Herb Parsons (1908–1959) de Somerville, Tennessee, foi o "Showman Shooter" da Winchester por 30 anos e foi protegido e sucessor de Adolph Topperwein. Sua lista impressionante de honrarias inclui: All-American Trap and Skeet Shooter; duas vezes Campeão Nacional e duas vezes Internacional de "Duck Calling"; e nomeado para o Trapshooting Hall of Fame, no Cody Firearms Museum e Tennessee Sports Hall of Fame. Seu feito característico era jogar com as mãos e quebrar individualmente sete alvos de argila com uma espingarda Winchester Model 12, por ação de bombeamento de calibre 12. Capaz de ejetar e atirar nos estojos de um rifle Model 61, .22, Herb foi o criador de tiros por trás da câmera e consultor técnico para o filme de 1950 de James Stewart, Winchester '73. Parsons foi mencionado pelo Dr. Mallard no episódio "Ships in the Night" do NCIS, mas Leroy Jethro Gibbs não sabia quem ele era.
Pegue o último (pato em grupo) para começar ... Pegando o último, você mantém o balanço em frente. Se você acertou o primeiro, teria que voltar com o focinho e começar um novo golpe. Para sua segunda tacada, pegue o próximo ao último e mais baixo pato. Se você conseguir isso, não se preocupe. Ninguém vai ficar muito melhor do que um duplo.

### Bob e Becky Munden
Ambos nascidos em 1942. Bob foi apelidado pelo Guinness Book of World Records como "o homem mais rápido com uma arma que já viveu". O casal se apresentou pela primeira vez em uma feira na Califórnia em 1968 e começou a turnê em tempo integral em 1969, apresentando demonstrações de tiro em escolas e ensinando segurança com armas. Com seu estilo distinto de exibicionismo, Bob executou demonstrações de precisão e velocidade usando revólveres, rifles e espingardas. Becky, por sua vez, também foi campeã em tiro de exibição.

### D. A. Bryce
D. A. Bryce, conhecido como "Delf" ou "Jelly", nasceu em 6 de dezembro de 1906 perto de Mountain View, no Território de Oklahoma. Bryce serviu como oficial primeiro no departamento de polícia de Oklahoma City, depois no "Oklahoma State Bureau of Investigation" e, posteriormente, no "Federal Bureau of Investigation". Bryce também era um atirador habilidoso e um especialista em tiro rápido. Um dos truques que ele usava para demonstrar sua velocidade era segurar uma moeda na altura do ombro, soltá-la, sacar seu revólver e atirar na moeda quando ela atingisse a altura da cintura. Essa façanha inspirou um artigo na Life que incluía fotos estroboscópicas de Bryce realizando o tiro.

### Tom Knapp
Tom Knapp viajou o mundo para a CZ-USA, Benelli e a Federal Premium Ammunition Company. Ele se apresentou em toda a Europa e no Oriente Médio. Knapp se apresentou para o público a partir de 1987 e detém três recordes mundiais distintos em 'Tiro ao alvo estilo livre' ou 'Tiro de exibição'. Tom Knapp morreu em 26 de abril de 2013.